# Bloomfield (Nebraska)
Bloomfield è un comune degli Stati Uniti d'America, situato in Nebraska, nella contea di Knox.